# Янгосарь
Янгосарь — деревня в Вологодском районе Вологодской области.
Входит в состав Старосельского сельского поселения (с 1 января 2006 года по 8 апреля 2009 года входила в Пудегское сельское поселение), с точки зрения административно-территориального деления — в Пудегский сельсовет.
Расстояние до районного центра Вологды по автодороге — 43 км, до центра муниципального образования Стризнево по прямой — 17 км. Ближайшие населённые пункты — Кожино, Филино, Корытово, Карповское.
По переписи 2002 года население — 31 человек (14 мужчин, 17 женщин). Всё население — русские.